# Delphinium lasiantherum
Delphinium lasiantherum är en ranunkelväxtart som beskrevs av Wen Tsai Wang. Delphinium lasiantherum ingår i släktet storriddarsporrar, och familjen ranunkelväxter. Inga underarter finns listade i Catalogue of Life.